# Клинсько-Дмитровська гряда
Клинсько-Дмитровська гряда — частина Московської височини на півночі Московської області та на крайньому півдні Ярославської області.

## Розташування
На півночі межує з Верхньоволзькою низовиною, на сході — з Владимирським Опіллям, західна межа — витоки річки Істри. Довжина гряди понад 200 кілометрів, ширина — 40 км.

## Рельєф, геологія
Рельєф — пагорби, при цьому південні склони пологіші за північні. Геологічно гряда складається з корінних порід покритих піщано-глинистими відкладеннями (на захід від Клину) та крейдяного періодів, прикритих товщею льодовикових відкладень.
Південний схил гряди круто спускається до долини палео-Волги, яка протікала біля його підніжжя, Південніше, від Можайська до Москви протікала широка асиметрична долина палео-Москви-ріки, з критим правим берегом та пологим лівим, ще далі на південь знаходилась долина палео-Оки.
Схили гряди різко асиметричні. Гряда підіймається крутим уступом над Верхньоволзькою низовиною і поступово знижується на південний схід. Абсолютні висоти гряди становлять у середньому 240–260 метрів. Найвища вершина — 285 метрів розташована у міжріччі Дубни та Велі біля селища Реммаш Сергіїво-Посадського району. Для долин Клинсько-Дмитровської гряди характерне чергування вузьких ділянок з великими озеровидними розширеннями.
Центральна частина міжріччя Москви та Яузи зайнята моренною рівниною з хвилястим рельєфом. Висоти коливаються від 160 до 180 метрів.

## Корисні копалини
У районі річки Сестра спостерігаються виходи дрібнозернистих кварцових пісків. Їх потужність становить 15-20 метрів. Вони виходять на поверхню в басейни річки Ворі. Також в цих пісках трапляються жили блакитних слюдистих глин, їх потужність становить 40 метрів. Тут розвинуті розсипи титаномісних пісків, зокрема Рогачовський розсип з продуктивною потужністю 11-38 метрів і вмістом важких мінералів від 5 до 60 кілограмів на кубометр.
В районі Дмитровської гряди знаходять понад найменувань мінералів, серед них авантюрин, альмандин (гранат), апатит, дистен, кварц, кордієрит, лабрадор, магнетит, мусковіт, плагіоклаз, рогова обманка, рутил, титаніт (сфен), турмалін, флогопіт та інші. Також тут трапляється золото, мініатюрні частки якого можна намити в басейні Ікші.

## Гідрографія
Гряда є водорозділом басейнів Волги та Оки. На височині беруть початок річки Клязьма, Яхрома, Дубна, Волгуша та ін. Також є озера льодовиково-моренного походження (Сенеж, Тростенське та ін).
На південному схилі великі водосховища: Клязминське, Учинське, Пестовське, Пяловське, Ікшинське, Хімкінське, на заході Істринське водосховище, на сході — Загорське.

## Канал імені Москви
Канал імені Москви — складна гідротехнічна споруда яка між долинами Волги та Москви пересікає Клинсько-Дмитровську гряду на яку подають воду з Волги з допомогою насосів на висоту 38 метрів. Сам канал прокладений по північному схилу височини у вигляді своєрідних сходів із шлюзів.

## Фауна та флора
На території Клинсько-Дмитровської гряди ростуть хвойно-широколистні, мішані ліси, їхня площа становить до 50%, значна частина перебуває під охороною. Зустрічаються верхові болота.
У лісах живуть ведмеді, лосі, кабани, козулі, борсуки, горностаї, зайці, лисиці, бобри.
Клинсько-Дмитровська гряда разом із Смоленсько-Московською височиною є найбільш залісненими територіями Московської області. Тут переважають чисті ялицеві, сосново-ялицеві ліси з домішком широколистих порід та богатим трав'яним покровом та ялицево-широколисті ліса.
Ґрунти дерново-підзолисті, північні схили розорані.

## Історія
Східна частина гряди входить в історичну область Радонежжя з давніми містами Дмитров та Сергіївим Посадом, де є численні монастирі.
За часів II Світової війни за висоти гряди йшли запеклі бої, одним з таких місць була Перемилівська висота біля Дмитрова.

## Міста
На височині розташовані великі міста Клин, Солнечногорськ, Дмитров, Хотьково, Сергіїв Посад.

## Економіка
Завдяки природному перепаду висот поблизу селища Богородське Сергіїво-Посадського району використовується на Загорській гідроакумулюючій електростанції. На височині розробляються найближчі до Москви піщано-гравійні кар'єри, використовується цегляна та керамзитова сировина, будівельні піски.

## Туризм та відпочинок
Оскільки Клинсько-Дмитровська гряда має найбільший в околицях Москви перепад висот на її схилах розташовано численні гірськолижні курорти (Сорочани, Волен та ін.). Також тут розташовано історичні міста Сергіїв-Посад та Дмитров, садибні комплекси (наприклад Абрамцево) та заказники (наприклад водоспад Грем'ячий). Також популярністю користується відпочинок на річках та озерах височини, полювання і збиральництво в лісах.